# Alex Azar
Alex Michael Azar II (ur. 17 czerwca 1967 w Johnstown) – amerykański polityk związany z Partią Republikańską. W latach 2018–2021 sekretarz Zdrowia i Opieki Społecznej USA w gabinecie Donalda Trumpa.
13 listopada 2017 został nominowany przez prezydenta Donalda Trumpa na sekretarza zdrowia i opieki społecznej Stanów Zjednoczonych.
24 stycznia 2018 Senat USA stosunkiem głosów 55-43 zatwierdził Alexa Azara na stanowisku sekretarza zdrowia i pięć dni później został przez wiceprezydenta Mike Pence zaprzysiężony na to stanowisko.